# Cylindromyia decora
Cylindromyia decora är en tvåvingeart som beskrevs av Aldrich 1926. Cylindromyia decora ingår i släktet Cylindromyia och familjen parasitflugor. Inga underarter finns listade i Catalogue of Life.